# Russy-Bémont

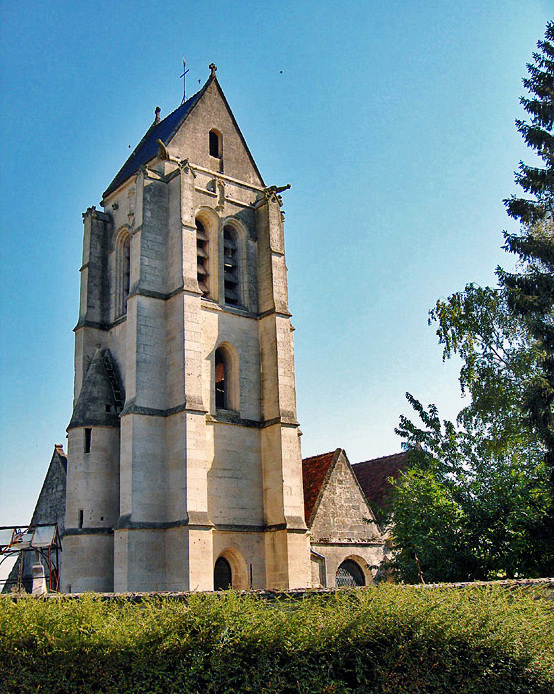
Kerk

Russy-Bémont is een gemeente in het Franse departement Oise (regio Hauts-de-France) en telt 150 inwoners (1999). De plaats maakt deel uit van het arrondissement Senlis.

## Geografie
De oppervlakte van Russy-Bémont bedraagt 9,9 km², de bevolkingsdichtheid is 15,2 inwoners per km².
De onderstaande kaart toont de ligging van Russy-Bémont met de belangrijkste infrastructuur en aangrenzende gemeenten.

## Demografie
Onderstaande figuur toont het verloop van het inwonertal (bron: INSEE-tellingen).